# Little Strickland
Little Strickland è un villaggio e parrocchia civile dell'Inghilterra, appartenente alla contea della Cumbria.